# NGC 808
NGC 808 é uma galáxia espiral barrada (SBbc) localizada na direcção da constelação de Cetus. Possui uma declinação de -23° 18' 44" e uma ascensão recta de 2 horas, 3 minutos e 56,5 segundos.
A galáxia NGC 808 foi descoberta em 14 de Outubro de 1830 por John Herschel.